# Fabian Drzyzga
Fabian Drzyzga est un joueur polonais de volley-ball né le 3 janvier 1990 à Bordeaux (Gironde). Il mesure 1,96 m et joue passeur. Il totalise 53 sélections en équipe de Pologne.

## Biographie
Il est le fils de Wojciech Drzyzga, ancien international polonais de volley-ball (passeur, 291 sélections) passé notamment par les JSA Bordeaux Volley (ce qui explique la naissance de Fabian à Bordeaux). Il est en outre le frère de Tomasz Drzyzga, également joueur professionnel de volley-ball.

## Clubs
| Club                        | De        | À         |
| --------------------------- | --------- | --------- |
| AZS Częstochowa             | 2008-2009 | 2012-2013 |
| AZS Politechnika Warszawska | 2012-2013 | 2012-2013 |
| Asseco Resovia Rzeszów      | 2013-2014 | 2016-2017 |
| Olympiakos Le Pirée\|       | 2017-2018 | 2017-2018 |
| Lokomotiv Novossibirsk\|    | 2018-2019 | 2019-2020 |
| Asseco Resovia Rzeszów      | 2020-2021 | 2023-2024 |
| Fenerbahçe SK\|             | 2024-2025 | …         |

## Palmarès

### Équipe nationale
- Championnat du monde
  - Vainqueur : 2014, 2018
- Coupe du monde
  - Finaliste : 2019
  - Troisième : 2015
- Ligue des nations
  - Finaliste : 2019
  - Troisième : 2021
- Championnat d'Europe
  - Troisième : 2011, 2019, 2021
- Championnat d'Europe des moins de 19 ans
  - Finaliste : 2007

### Club
- Coupe de la CEV (1)
  - Vainqueur : 2014
- Challenge Cup (1)
  - Vainqueur : 2012
  - Finaliste : 2018
- Ligue des champions
  - Finaliste : 2015

- Supercoupe de Pologne (1)
  - Vainqueur : 2013
  - Finaliste : 2018
- Coupe de Pologne
  - Finaliste : 2015
- Championnat de Pologne (1)
  - Vainqueur : 2015
  - Finaliste : 2014, 2016
- Coupe de la Ligue grecque (1)
  - Vainqueur : 2018
- Championnat de Grèce (1)
  - Vainqueur : 2018
- Championnat de Russie (1)
  - Vainqueur : 2020